# Gregorio del Pilar
Gregorio del Pilar é um município de  quinta classe de renda municipal (d) na província Ilocos Sul, nas Filipinas. De acordo com o censo de 1 de maio  de  2020 possui uma população de 4 472 pessoas e 956 domicílios.